# تیرتهپور
تیرتهپور (به انگلیسی: Tirathpur) یک شهر در پاکستان است که در پنجاب واقع شده‌است. تیرتهپور ۱۵۶ متر بالاتر از سطح دریا واقع شده‌است.